# 노보 노디스크

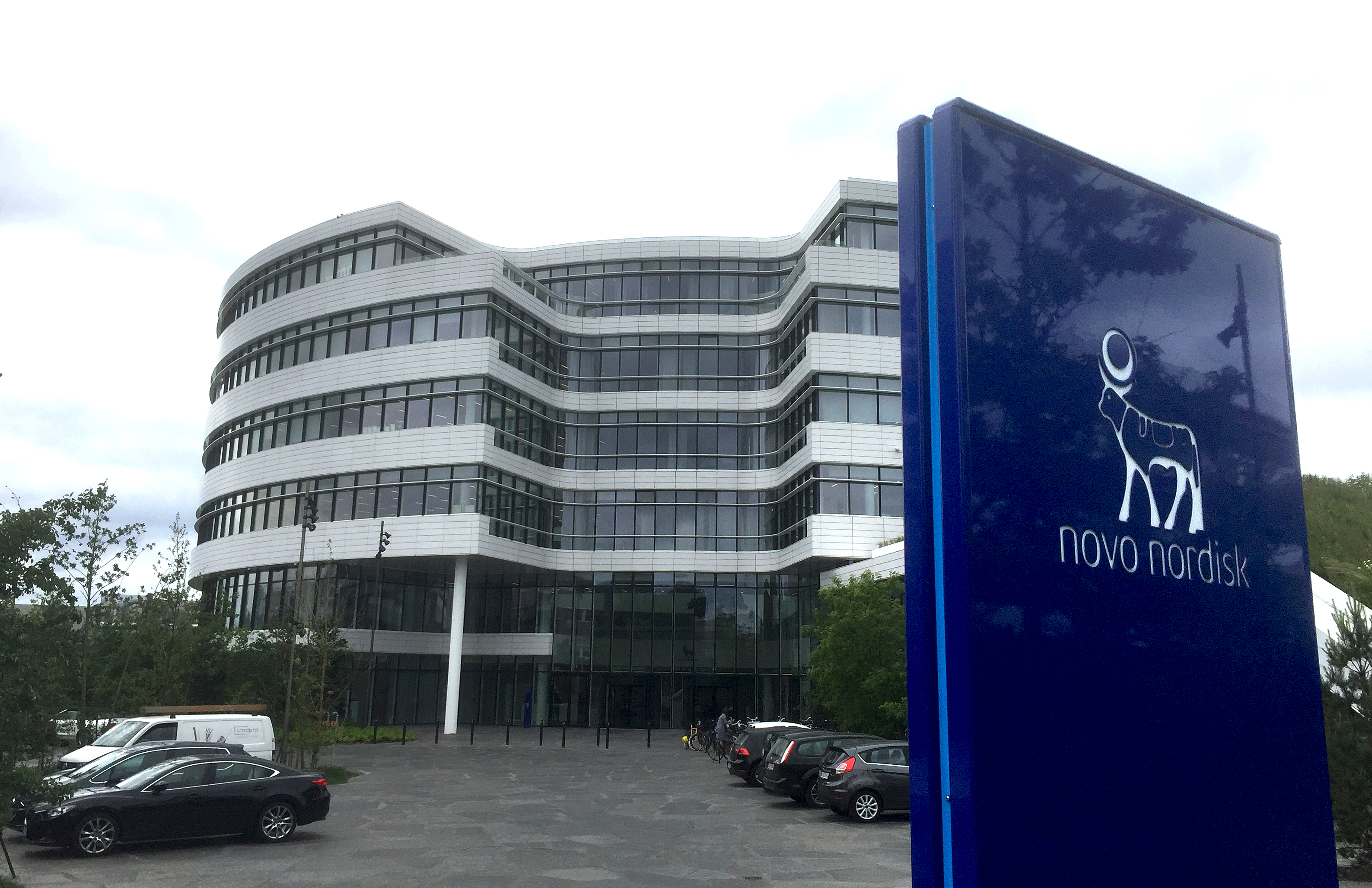

노보 노디스크(Novo Nordisk)는 덴마크의 다국적 제약사이다. 본사는 덴마크에 위치해 있으며 생산 시설은 9개국에, 관계사나 오피스는 5개국에 위치해 있다.
노보 노디스크는 특히 당뇨병 약물 및 기기 등의 의약품과 서비스를 제조하고 마케팅한다. 노보 노디스크는 지혈 관리, 성장 호르몬 치료, 호르몬 대체요법에도 참여한다.
직원 수는 세계적으로 48,000명 이상이며 168개국에서 제품을 마케팅한다. 이 기업은 2개의 네덜란드 기업의 합병을 통해 1989년 설립되었다.